# Борьба на летних Олимпийских играх 1960

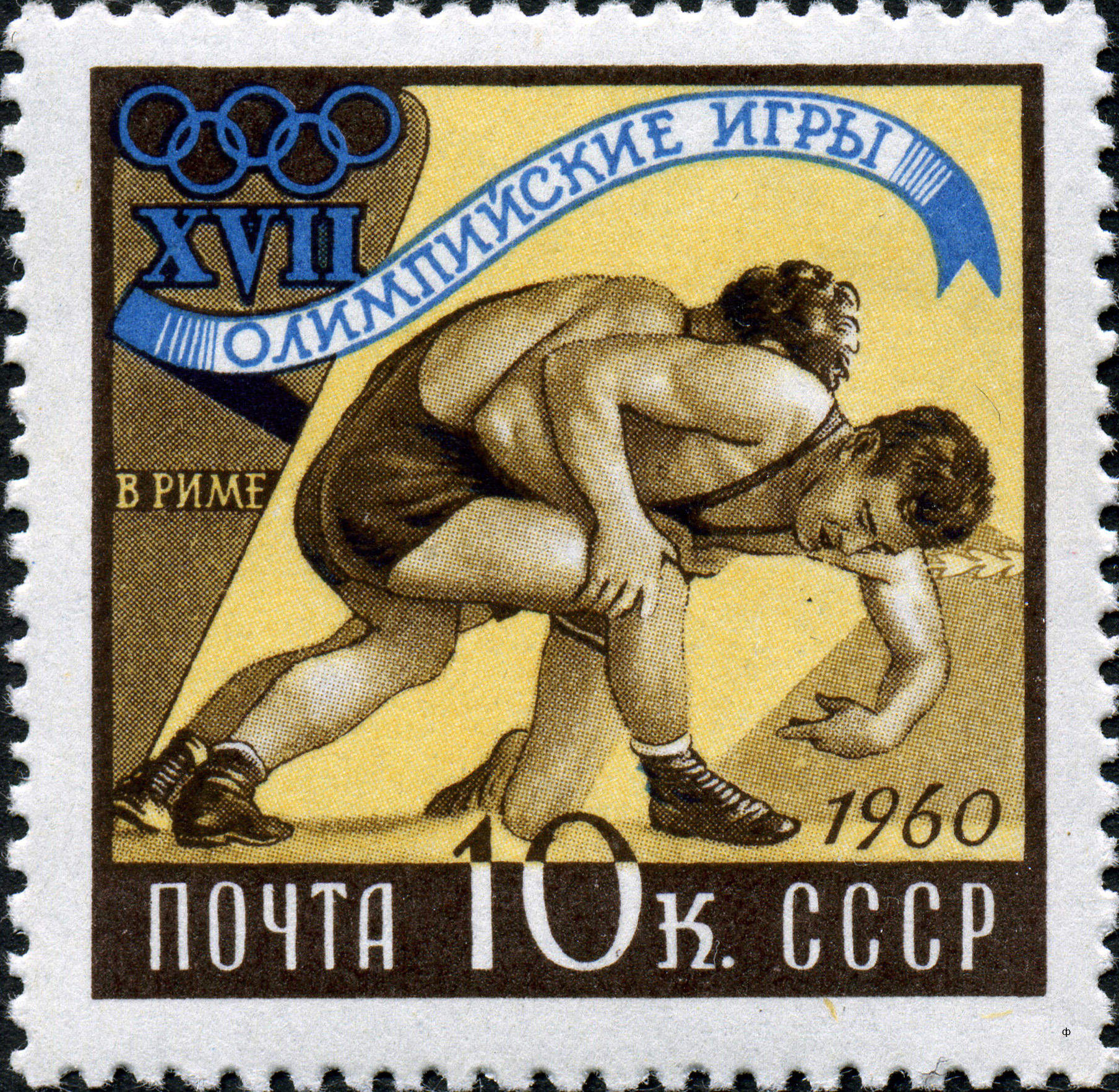
Почтовая марка СССР, 1960 год

На летних Олимпийских играх 1960 года проводились соревнования как по вольной, так и по греко-римской борьбе. Соревнования проводились только среди мужчин, в каждом из видов участники были разбиты на 8 весовых категорий.

## Медалисты

### Греко-римская борьба
| Категория   | Золото                     | Серебро                                          | Бронза                     |
| ----------- | -------------------------- | ------------------------------------------------ | -------------------------- |
| До 52 кг    | Думитру Пырвулеску Румыния | Осман Эль-Сайед Египет                           | Мохаммад Пазираи Иран      |
| До 57 кг    | Олег Караваев СССР         | Йон Черня Румыния                                | Динко Петров Болгария      |
| До 62 кг    | Мюзахир Сильле Турция      | Имре Пойяк Венгрия                               | Константин Вырупаев СССР   |
| До 67 кг    | Автандил Коридзе СССР      | Бранислав Мартинович Югославия                   | Густав Фрей Швеция         |
| До 73 кг    | Митхат Байрак Турция       | Гюнтер Маричнигг Объединённая германская команда | Рене Ширмейер Франция      |
| До 79 кг    | Димитр Добрев Болгария     | Лотар Метц Объединённая германская команда       | Йон Цэрану Румыния         |
| До 87 кг    | Тевфик Кыш Турция          | Крали Бимбалов Болгария                          | Гиви Картозия СССР         |
| Свыше 87 кг | Иван Богдан СССР           | Вильфрид Дитрих Объединённая германская команда  | Богумил Кубат Чехословакия |

### Вольная борьба
| Категория   | Золото                                          | Серебро                 | Бронза                        |
| ----------- | ----------------------------------------------- | ----------------------- | ----------------------------- |
| До 52 кг    | Ахмет Билек Турция                              | Масаюки Мацубара Япония | Мухаммед Ибрагим Сейфпур Иран |
| До 57 кг    | Терренс Маккэнн США                             | Неждет Залев Болгария   | Тадеуш Трояновский Польша     |
| До 62 кг    | Мустафа Дагыстанлы Турция                       | Станчо Колев Болгария   | Владимир Рубашвили СССР       |
| До 67 кг    | Шелби Уилсон США                                | Владимир Синявский СССР | Енё Вылчев Болгария           |
| До 73 кг    | Дуглас Блюбау США                               | Исмаил Оган Турция      | Мохаммад Башир Пакистан       |
| До 79 кг    | Хасан Гюнгёр Турция                             | Георгий Схиртладзе СССР | Ханс Антонссон Швеция         |
| До 87 кг    | Исмет Атлы Турция                               | Голамреза Тахти Иран    | Анатолий Албул СССР           |
| Свыше 87 кг | Вильфрид Дитрих Объединённая германская команда | Хамит Каплан Турция     | Савкудз Дзарасов СССР         |